# Самарин, Юрий Евгеньевич
Ю́рий Евге́ньевич Сама́рин (30 августа 1949 — 3 сентября 2011) — российский политический деятель, председатель Свердловского (Екатеринбургского) городского Совета народных депутатов в 1990—1993 годах.

## Биография
Родился 30 августа 1949 года в селе Псырцха Гудаутского района Абхазской АССР. Учился в школе рабочей молодёжи в Свердловске и Свердловском музыкальном училище им. П. И. Чайковского (по классу скрипки). В 1972 году окончил Ленинградское высшее инженерное морское училище (инженер-механик) и до 1978 года служил в военно-морском флоте. В 1978—1990 гг. — военный представитель на Машиностроительном заводе им. Калинина в Свердловске.
Во время выборов народных депутатов СССР в 1989 году работал в команде кандидата по Орджоникидзевскому территориальному избирательному округу № 294 Владимира Волкова — секретаря парткома завода, который полугодом ранее, на XIX Всесоюзной конференции КПСС, без согласования с делегацией области выступил в поддержку опального Бориса Ельцина. На выборах Волков победил, а Самарин по его примеру также решил пойти в политику. Через год он баллотировался и был избран в депутаты Свердловского городского Совета народных депутатов при поддержке движения «Демократический выбор» (ДДВ).
9 апреля 1990 года, на первой сессии горсовета после без малого недельного обсуждения избран его председателем. Кандидатура Самарина, предложенная депутатми ДДВ, появилась на шестой день дебатов как компромиссная между радикальными и умеренными демократами. Оставался на этом посту вплоть до роспуска системы советов в октябре 1993 года.
Впоследствии несколько раз неудачно участвовал в региональных выборах: был кандидатом в депутаты Свердловской областной Думы (1994 г.) и кандидатом в депутаты Государственной Думы III созыва по Верх-Исетскому округу в декабре 1999 г. (не состоялись из-за неявки избирателей).
Член политсовета Свердловского отделения партии «Правое дело».
Погиб в ДТП в Пермском крае в сентябре 2011 г. Похоронен на Широкореченском кладбище Екатеринбурга.